# Provincia de Malanje
Malanje es una provincia del norte de Angola fronteriza con la República Democrática del Congo. 
Tiene su sede en la ciudad de Malanje la cual fue construida a mediados del siglo XIX en un principio como mercado. 

## Municipios con población estimada en julio de 2018
- Cacuso 80,324
- Cahombo 24,169
- Calandula 90,353
- Cambundi-Catembo 52,039
- Cangandala 50,699
- Cunda-dia-Baze 14,182
- Kiuaba-N'Zoji 17,844
- Luquembo 61,659
- Malanje 569,474
- Marimba 29,416
- Massango 36,983
- Mucari 33,835
- Quela 23,542
- Quirima 23,745

## Geografía
La provincia tiene una extensión superficial de 93 302 km² y una población de 997 626 habitantes.

## Municipios
Esta provincia agrupa los siguientes catorce municipios:
- Cacuso,
- Calandula,
- Cambundi-Catembo (Nova Gaia).
- Cangandala,
- Caombo,
- Cuaba Nzogo,
- Cunda-Dia-Baze,
- Luquembo,
- Malanje,
- Marimba,
- Massango (Fuerte República).
- Mucari,
- Quela,
- Quirima

## Economía
Posee una industria escasa, dedicada principalmente a la transformación de alimentos y elaboración de materiales de construcción.

## Lugares de interés
Además en esta provincia podemos encontrar lugares de gran interés como la reserva natural de Milando, las enormes piedras negras de Pungo Andongo y los saltos de agua de Kalandula.

### Agricultura
Con una agricultura rudimentaria y un clima tropical húmedo se cultiva sobre todo productos como algodón, frutos secos, azúcar, arroz y maíz.